# Suncokreti (1961.)
Suncokreti, kratki film redatelja Ivana Martinca.:131, 132 Snimljen u produkciji Kino kluba Beograda. Film je u crno-bijeloj tehnici i mono zvuka. U filmu glumi Svetlana Isaković, Vuksan Lukovac i Blagoje Topličić. Prvi dio trilogije Preludij kao scenarist, redatelj i montažer, a iste je godine snimio drugi dio Trakavicu i treći dio Avantira, moja gospođa, sve za Kino klub Beograd.:132